# Sun (Luisiana)
Sun é uma vila localizada no estado americano de Luisiana, na Paróquia de St. Tammany.

## Demografia
Segundo o censo americano de 2000, a sua população era de 471 habitantes.
Em 2006, foi estimada uma população de 498, um aumento de 27 (5.7%).

## Geografia
De acordo com o United States Census Bureau tem uma área de
11,6 km², dos quais 11,2 km² cobertos por terra e 0,4 km² cobertos por água. Sun localiza-se a aproximadamente 21 m acima do nível do mar.

## Localidades na vizinhança
O diagrama seguinte representa as localidades num raio de 28 km ao redor de Sun.